# Галерија грбова Марока
Галерија грбова Марока обухвата актуелни Грб Марока, грбове региона Марока и грбове градова Марока.

## Актуелни Грб Марока
- Грб Марока

## Грбови региона Марока
- Грб региона Тангер-Тетуан-Ал Хосеима
- Грб региона Оријентал
- Грб региона Фес-Мекнес
- Грб региона Рабат-Сале-Кенитра
- Грб региона Бени Мелал-Кенифра
- Грб региона Казабланка-Сетат
- Грб региона Маракеш-Сафи
- Грб региона Дра-Тафилалет
- Грб региона Сус-Маса
- Грб региона Гелмим-Ујед
- Грб региона Лајун-Сакија Ел Хамра
- Грб региона Дакла-Ујед Ед Дахаб

## Грбови градова Марока
- Грб Феса
- Лого Казабланке
- Грб Маракеша
- Грб Гуелмима
- Грб Ксар Ел Кебир
- Грб Фигига
- Грб Кентире
- Грб Салеа